# Arkansasterritoriet
Arkansasterritoriet (engelska: Arkansas Territory), tidigare Arkansawterritoriet (engelska: Arkansaw Territory) var ett amerikanskt territorium. Det existerade från 2 mars 1819 till 15 juni 1836, varefter Arkansas blev en amerikansk delstat.

### Fotnoter
1. ↑  ”Arkansas” (på engelska). World Statesmen. http://www.worldstatesmen.org/US_states_A-D.html#Arkansas. Läst 20 juli 2015.